# Schizaeales
Die Schizaeales sind eine kleine Ordnung der Klasse der Echten Farne (Polypodiopsida) mit nur vier Gattungen verteilt auf drei Familien. Die meisten Arten gedeihen in den Tropen.

## Beschreibung

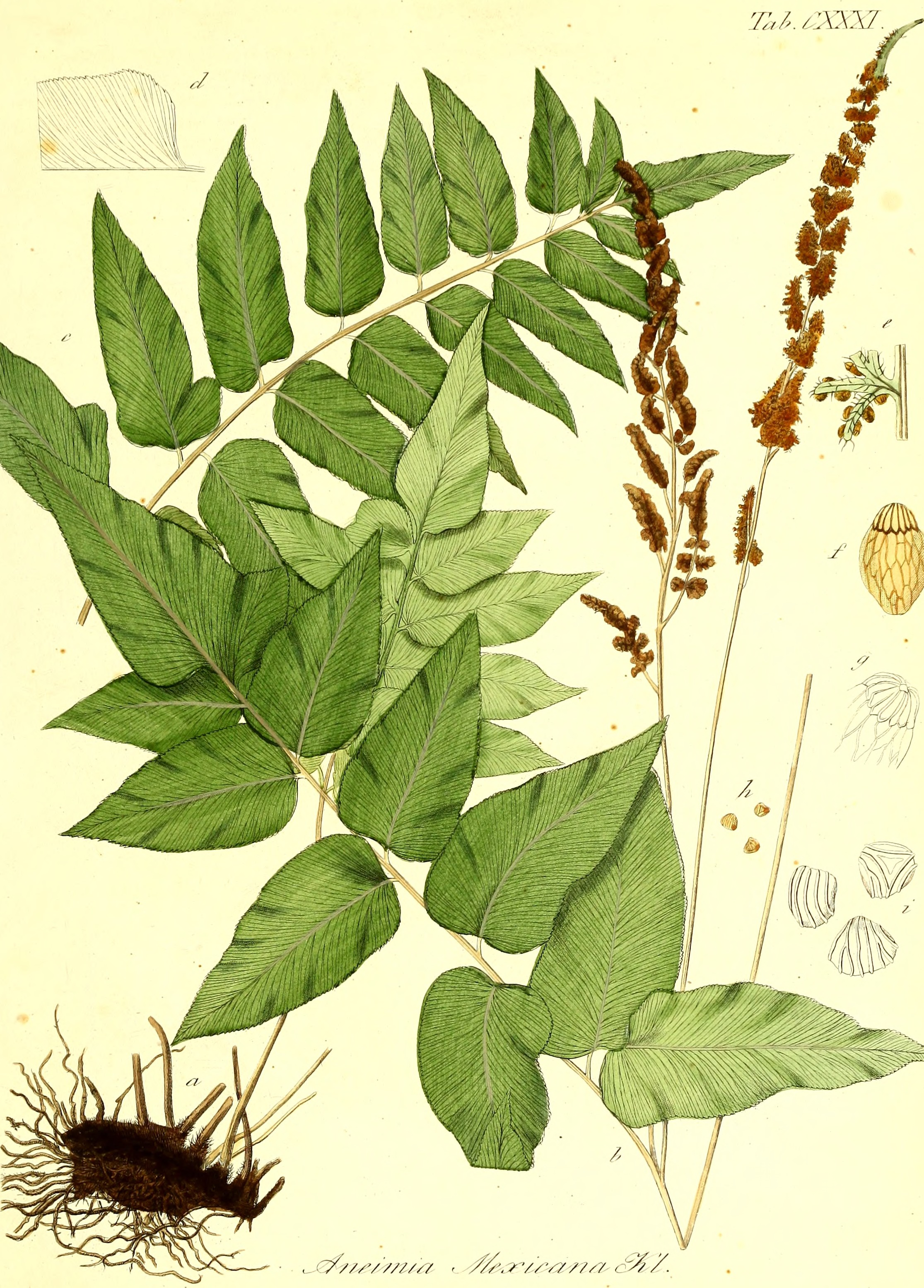
Illustration aus Gustav Kunze: Die Farrnkräuter in kolorirten Abbildungen naturgetreu Erläutert und Beschrieben, 1848 von Anemia mexicana

Die fertilen Sporophylle sind anders aufgebaut als die sterilen Trophophylle. Es gibt keine definierten Sori wie bei den anderen leptosporangiaten Farnen. Die Sporangien besitzen einen quer verlaufenden, unterhalb der Spitze befindlichen, durchgehenden Anulus.
Die Blätter können grasartig-dichotom, gefiedert oder sogar windend sein.

## Systematik und Verbreitung
Die Ordnung Schizaeales ist die Schwestergruppe der „Kern-Leptosporangiaten Farne“ aus Polypodiales, Baumfarnen und Salviniales. Die Ordnung Schizaeales ist seit dem Jura bekannt.
Die Arten gedeihen vorwiegend in den Tropen vor. Alle Arten wachsen terrestrisch.
Die Ordnung Schizaeales ist monophyletisch und enthält drei Familien:

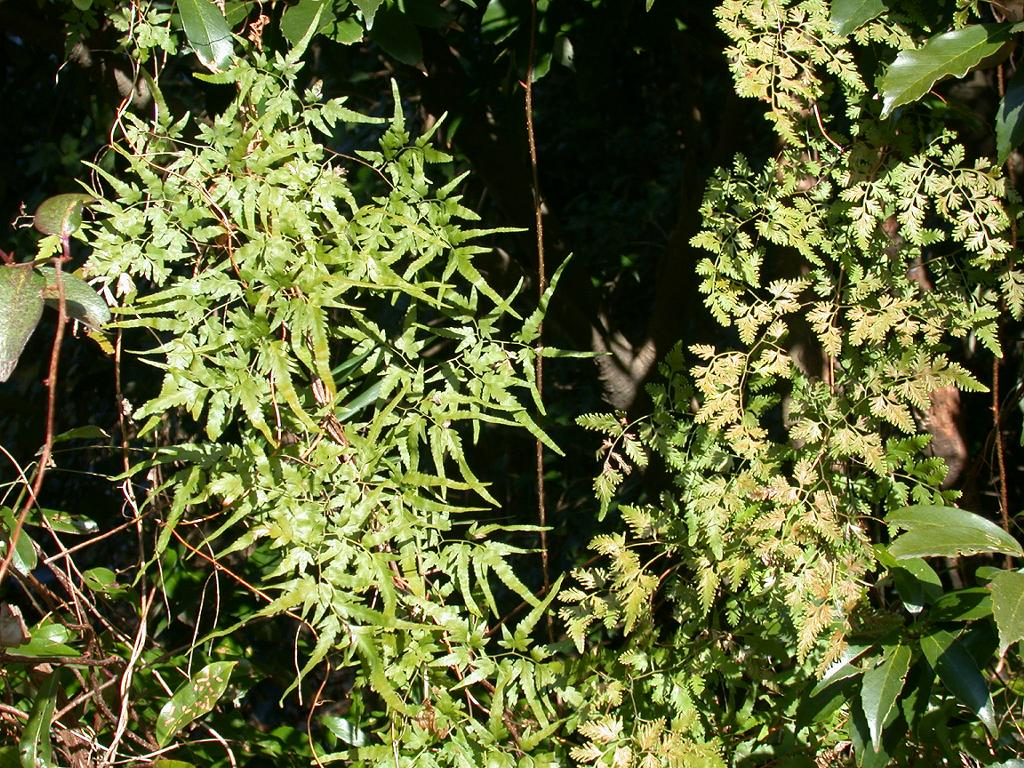
Lygodium japonicum

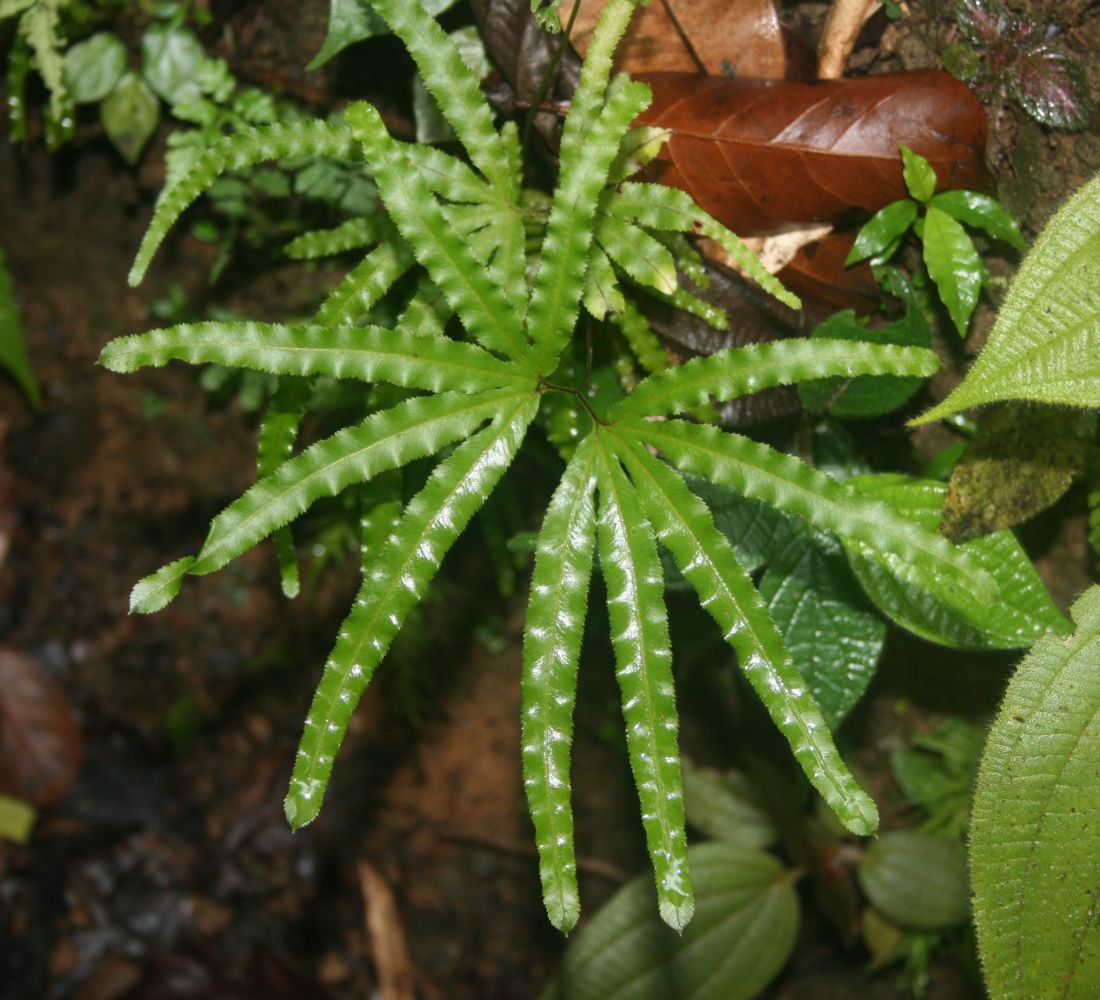
Lygodium radiatum

- Kletterfarngewächse (Lygodiaceae):[1][2] Es gibt nur eine Gattung:[3]
  - Kletterfarne (Lygodium Sw.): Die etwa 26 Arten[3] wachsen terrestrisch in den ganzen Tropen. Das Rhizom ist kriechend, schlank und behaart. Die Blätter kletternd, das Wachstum nicht determiniert. Die Blattadern sind frei oder anastomosierend. Die Sori stehen an Lappen an den letzten Blattsegmenten. Die Sporangien stehen einzeln (eines pro Sorus) und sind von einem Indusium-ähnlichen Gebilde bedeckt. Pro Sporangium werden 128 bis 256 tetraedrische und trilete Sporen gebildet. Die Gametophyten sind grün, herzförmig und oberirdisch lebend. Die Chromosomengrundzahl beträgt x = 29 oder 30.

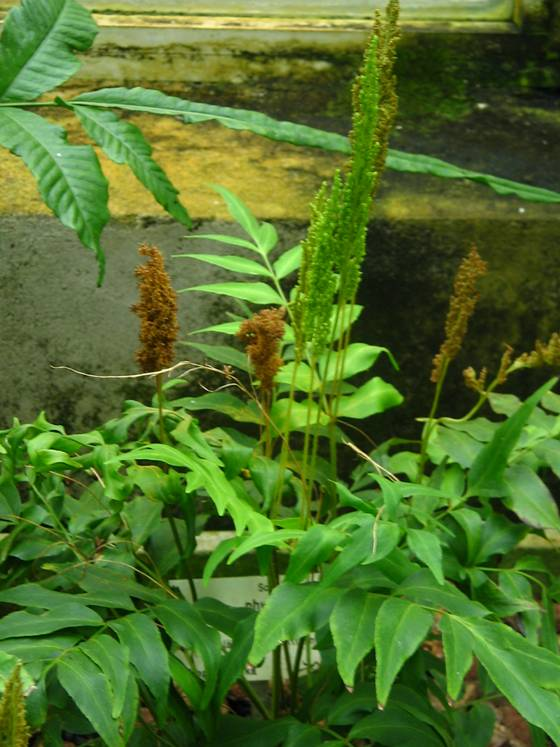
Anemia phyllitidis

- Blütenfarngewächse (Anemiaceae):[4][5] Es gibt nur eine Gattung:
  - Blütenfarne (Anemia Sw.): Die über 100 Arten wachsen terrestrisch, hauptsächlich in der Neotropis. Das Rhizom ist kriechend oder aufsteigend und behaart. Die Blätter haben ein begrenztes Wachstum und sind dimorph. Die Blattadern sind dichotom verzweigt und enden frei. Die Sporangien stehen gewöhnlich am basalen Fiederpaar, das hochmodifiziert ist und senkrecht nach oben steht. Pro Sporangium werden 128 bis 256 tetraedrische Sporen mit Parallel-Rillen gebildet. Die Gametophyten sind grün, herzförmig und oberirdisch lebend. Die Chromosomengrundzahl beträgt x = 38.

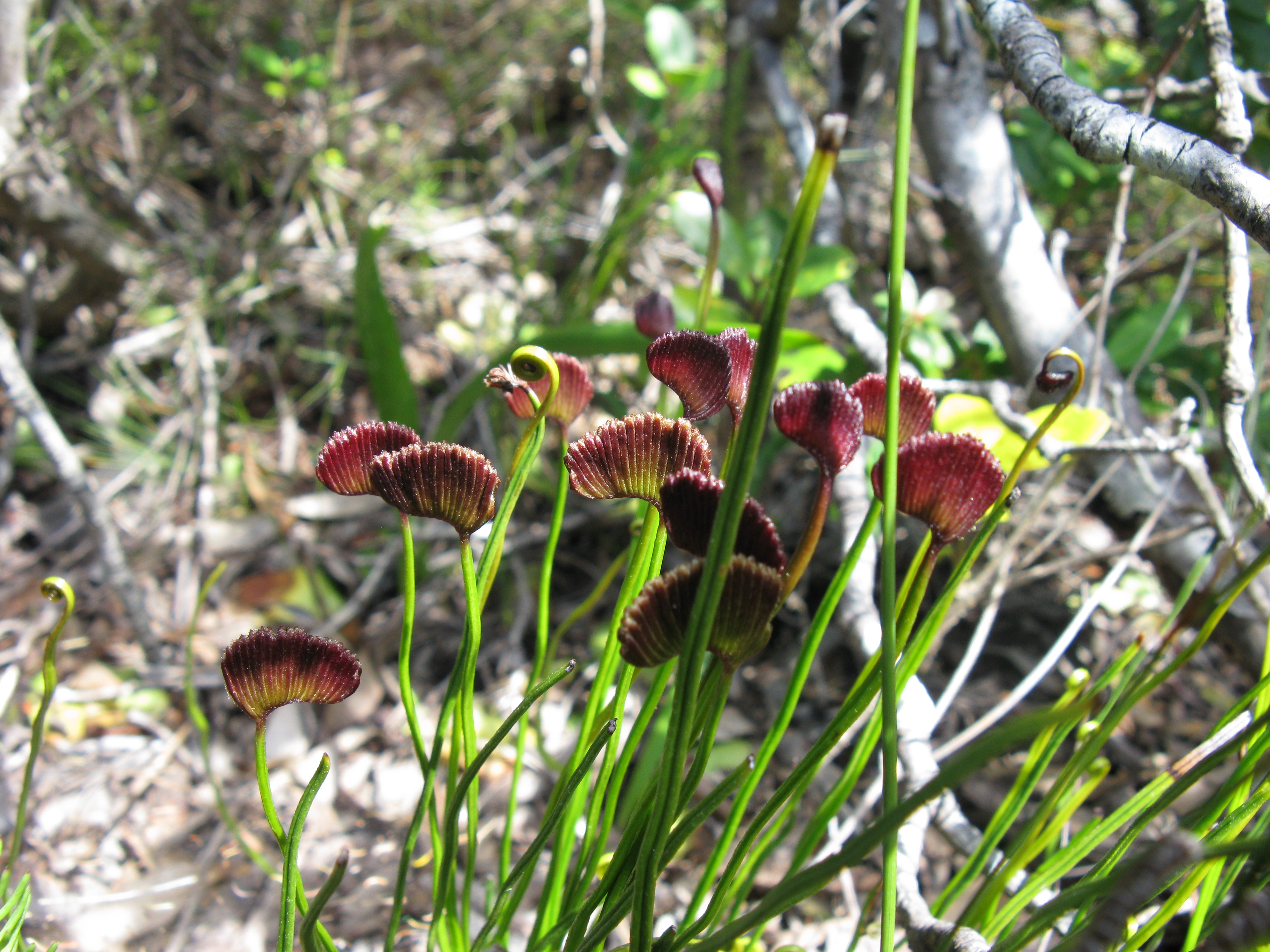
Schizaea pectinata

- Schizaeaceae:[6][7] Die kreidezeitliche Gattung Schizaeopsis gilt als ältestes Fossil dieser Gruppe. Die Arten dieser pantropisch verbreiteten Familie wachsen terrestrisch. Die Blätter sind einfach und linealisch oder fächerförmig mit dichotomen, frei endenden Blattadern. Die Sporangien stehen randständig an verzweigten oder unverzweigten Vorsprüngen der Blattspitze. Es gibt keine Sori oder Indusien. Die Chromosomengrundzahl beträgt x = 77, 94 oder 103. Hierher gehören insgesamt etwa 30 Arten in den zwei Gattungen:[8]
  - Actinostachys Wall., mit nichtgrünen, knolligen Gametophyten, umfasst etwa fünf Arten.
  - Schizaea Sm.: Die etwa 20 Arten gedeihen hauptsächlich in den Tropen. Die Gametophyten sind grün und fadenförmigen.[8]